# Mo Rothman
Moses „Mo“ Rothman (* 14. Januar 1919 in Montreal; † 15. September 2011 in Los Angeles) war ein kanadischer Filmproduzent, Studioleiter und Manager.

## Biografie

### Anfänge, Karriere
Der in Montreal geborene Moses Rothman war eines der vier Kinder von Myer und Molly Schechtmann-Rothman. Sein Vater arbeitete als koscherer Metzger. Sobald er darüber entscheiden konnte, änderte Rothman seinen Vornamen in Mo. Während des Zweiten Weltkriegs diente Rothman in der Royal Canadian Air Force. Stationiert war er im irländischen Dublin. In dieser Zeit traf Rothman Amerikaner, die in der Filmindustrie arbeiteten und ihn einluden, nach Kriegsende nach New York zu kommen, um ebenfalls in der Unterhaltungsbranche tätig zu sein. Diesem Rat folgte der Kanadier. Nach seinem Umzug nach New York arbeitete er im Zeitraum 1946 bis 1952 für Universal Pictures als Auslandsmanager in Indien, Singapur und Venezuela. Daran schloss sich eine Stellung als kontinentaleuropäischer Manager des Studios United Artists in der französischen Hauptstadt Paris an, die bis 1959 dauerte.
Von Columbia Pictures wurde Rothman 1960 als CEO eingestellt, der für internationale Belange zuständig war. Dort brachte er es bis zum Vizepräsidenten. Als Stanley Kubrick 1964 seine Filmsatire Dr. Strangelove produzierte, kümmerte sich Rothman als Vertreter des Studios um dessen Belange. Um sich um den Vertrieb von Charlie Chaplins Filmbibliothek zu kümmern, zog Rothman sich 1971 von Columbia Pictures zurück. Bei dem 1979 erschienenen Actionfilm Sprengkommando Atlantik von Andrew V. McLaglen war Rothman zusammen mit Elliott Kastner und Denis Holt im Produktionsteam, ebenso bei der 1998 erschienenen dramatischen Krimi-Komödie O.K. Garage mit Lili Taylor in der Hauptrolle.

### Mo Rothman und Chaplin
Rothmann gelang es, Charlie Chaplin, eine der bekanntesten Persönlichkeiten Hollywoods und Mitbegründer von United Artists, zu überreden, nach nahezu zwanzig Jahren in die Vereinigten Staaten zurückzukehren, nachdem er das Land über diesen langen Zeitraum gemieden hatte. Jeffrey Vance, der Autor der 2003 erschienenen Biografie über Chaplin, schrieb, dass dessen 1972 erfolgte Rückkehr in die Vereinigten Staaten, die von Rothman arrangiert worden sei, einer der größten PR-Coups und persönlichen Rehabilitationen in der Geschichte der Filmindustrie gewesen sei. Rothman sei derjenige gewesen, der Chaplin neu erfunden habe. Chaplin, ein Brite, hatte um die vierzig Jahre in den Vereinigten Staaten gelebt. In der McCarthy-Ära war er nicht nur wegen seiner politischen Zugehörigkeit immer wieder Verdächtigungen ausgesetzt. Auch sein Image war durch Affären mit minderjährigen Frauen beschädigt, was dazu führte, dass er, nachdem er 1952 in seiner Heimat seinen Film Limelight vorgestellt hatte, keine Wiedereinreisegenehmigung in die Vereinigten Staaten erhielt. Chaplin zog daraufhin in die Schweiz und schwor, dass er niemals wieder amerikanischen Boden betreten werde. Die Rechte an seinen Filmen nahm er mit. Rothman, der Chaplin bereits in den 1950er-Jahren während seiner Zeit bei United Artists kennengelernt hatte, überredete den seinerzeit 83-jährigen Künstler, in die Vereinigten Staaten zurückzukehren, auch um die Wiederveröffentlichung seiner zahlreichen Filme voranzutreiben. Man zahlte Chaplin sechs Millionen Dollar und 50 Prozent der Lizenzgebühren für die Vertriebsrechte an einigen der berühmtesten Filme des legendären Schauspielers und Regisseurs. Dazu gehörten beispielsweise die Werke Lichter der Großstadt, Moderne Zeiten, Rampenlicht, Goldrausch und Der große Diktator. Am 2. April 1972 traf Chaplin in Begleitung seiner Frau Oona und von Rothman in New York ein und nahm an einer Hommage hinsichtlich seiner Filme teil. Eine Woche später wurde ihm ein Ehren-Oscar verliehen.

### Späteres Leben
Für seine Verdienste um das italienische Kino erhielt Rothman 1982 den Verdienstorden der italienischen Republik. Sowohl bei den Internationalen Filmfestspielen von Cannes 1985 als auch bei den Internationalen Filmfestspielen von Venedig saß er in der Jury.
Nachdem bei Rothman im fortgeschrittenen Alter die Parkinson-Krankheit diagnostiziert worden war, gründete seine Frau Lyn Rothman 2001 den Parkinsons Appeal for Deep Brain Stimulation mit Sitz in London. Mit seiner Frau Lyn Doreen war Mo Rothman 37 Jahre verheiratet. Aus erster Ehe mit Yoke Wah Loh hatte er einen Sohn und aus zweiter Ehe mit der deutschen Schauspielerin Hanna Rucker zwei Kinder. 1976 ließ sich Rothman von Rucker scheiden um noch im selben Jahr die Ehe mit Lyn Doreen Serrell-Watts einzugehen. Serrell-Watts brachte zwei Kinder mit in die Ehe.
Mo Rothman starb im September 2011 im Alter von 92 Jahren in Los Angeles an den Folgen der Parkinson-Krankheit. Seine Grabstätte befindet sich im Mount Sinai Memorial Park Cemetery in Los Angeles.

## Filmografie (Auswahl)
- 1980: Sprengkommando Atlantik (North Sea Hijack)
- 1998: O.K. Garage